# Чеколтан Євген Фролович
Чеколтан Євген Фролович — клоун, режисер, Заслужений артист УРСР .

## Біографія
Творча діяльність почалася 1938 році в Київському цирку на, де він принемают участь в номері Акробати-ексцентрики ".
У роки Другої світової війни Чеколтан працював в Мурманську і Саратові, у фронтовій бригаді від Центрального будинку Червоної Армії.
Після війни Чеколтан став виступати в жанрі клоунади.
С 1972 року — він режисер Дирекції Українських колективов «Цирк на сцені», а 1974 року — головний режисер.
Чеколтан здійснив постоновку безлічі програм і номерів у різних жанрах. Але найбільший успіх принесла режисеру підготовка клоунських ансамблів. Серед його учнів такі відомі клоуни як: А.Дубінін, Г.Картуков, І.Полисаев і т. д.
Е. Ф. Чеколтан багато приділяє формуванню циркових програм.
У 1977 році указом Верховної Ради Української РСР, за заслуги у розвитку циркового мистецтва та естетичного виховання трудящих, Чеколтану Євгену Фролович було присвоєно почесне звання заслуженого артиста Української РСР.
Дата народження і смерті уточнюється.